# الدخلة (إب)

تعديل مصدري - تعديل

الدخلة هي إحدى قرى عزلة جبل معود بمديرية إب التابعة لمحافظة إب، بلغ تعداد سكانها 744 نسمة حسب تعداد اليمن لعام 2004.